# Abdulmedžid I.
Abdulmedžid I. (osmanskoturško عبد المجيد اول, latinizirano: ʿAbdü'l-Mecîd-i evvel, turško I. Abdulmedžid je bil 31. sultan Osmanskega cesarstva, * 25. april 1823, Carigrad, Osmansko cesarstvo, † 25. junij 1861, Carigrad, Osmansko cesarstvo. 
Na osmanskem prestolu je 2. julija 1839 nasledil svojega očeta Mahmuda II.
Njegovo vladavino je zaznamoval vzpon nacionalističnih gibanj v Osmanskem cesarstvu. Abdulmedžid je želel spodbuditi osmanizem med secesionističnimi podložnimi narodi in ustaviti naraščajoča nacionalistična gibanja znotraj imperija. Njegova prizadevanja so kljub novim zakonom in reformam za temeljitejšo integracijo nemuslimanov in ne-Turkov v osmansko družbo v tem pogledu propadla. 
Poskušal je skleniti zavezništva z velikimi silami zahodne Evrope, zlasti z Združenim kraljestvom in Francijo, ki sta se skupaj z Osmanskim cesarstvom v krimski vojni borili proti Rusiji. Na Pariškem kongresu 30. marca 1856 je bilo Osmansko cesarstvo uradno vključeno v evropsko družino narodov. 
Največji Abdulmedžidov dosežek je bila napoved in izvedba reform  (tanzimat, reorganizacija), ki jih je pripravil njegov oče in so dejansko leta 1839 začele modernizacijo Osmanskega cesarstva. Za ta dosežek je ena od državnih himn Osmanskega cesarstva po njem dobila ime Abdulmedžidova koračnica. 

## Mladost
Abdulmedžid je bil rojen 25. aprila 1823 v palači Bešiktaš ali v palači Topkapı v Carigradu. Njegova mati je bila valide sultan Bezmiâlem, s pravim imenom Suzi,  prva žena njegovega očeta. Mati je bila bodisi čerkeška ali gruzinska sužnja.
Abdulmedžid je dobil evropsko izobrazbo. Tekoče je govoril francosko in bil prvi sultan, ki mu je to uspelo. Tako kot Abdulaziza, ki ga je nasledil, sta ga zanimali literatura in klasična glasba. Tako kot njegov oče Mahmud II. je bil zagovornik reform in imel srečo, da je imel podporo naprednih vezirjev, kot so bili Mustafa Rešit paša, Mehmed Emin Ali paša in Fuad paša. Abdulmedžid je bil tudi prvi sultan, ki je neposredno poslušal pritožbe javnosti na posebnih sprejemnih dnevih, ki so običajno potekali vsak petek in brez posrednikov. Abdulmedžid je obiskoval province svojega  cesarstva, da bi osebno videl, kako se izvajajo reforme tanzimata. Leta 1844 je potoval v İzmit, Mudanjo, Burso, Galipoli, Çanakkale, Lemnos, Lezbos in Hios, leta 1846 pa je obiskal balkanske province. 

## Vladanje
Prestol je nasledil  2. julija 1839, star komaj šestnajst let. Bil  je mlad in neizkušen,  stanje v Osmanskega cesarstva pa kritično.  V času, ko je njegov oče umrl na začetku egiptovsko-osmanske vojne, je v Carigrad prišla novica, da je osmansko vojsko pri Nizipu pravkar premagala vojska uporniškega egiptovskega podkralja Mohameda Alija. Osmansko floto je na poti v Aleksandrijo njen poveljnik Ahmed Fevzi paša predal Mohamedu Aliju s prevaro, da so se svetovalci mladega sultana postavili na stran Rusije. Zaradi posredovanja evropskih sil med vzhodno krizo leta 1840 se je moral Mohamed Ali sprijazniti z mirovnimi pogoji in Osmansko cesarstvo je bilo rešeno pred njegovimi nadaljnjimi napadi, njegova ozemlja v Siriji, Libanonu in Palestini pa so bila vrnjena Osmanskemu cesarstvu. Mirovni pogoji so bili dokončno določeni na Londonski konvenciji leta 1840.
Abdulmedžid je v skladu z izrecnimi očetovimi navodili takoj izvedel reforme, ki se jim je posvetil Mahmud II. Novembra 1839 je bil razglašen edikt, znan kot Hatt-ı Șerif iz Gülhane, znan tudi kot Tanzimat Fermanı, ki je utrdil in uveljavil te reforme. Edikt je bil ob koncu krimske vojne dopolnjen s podobnim statutom, izdanim februarja 1856, imenovanim Osmanski reformni edikt  (Islâhat Hatt-ı Hümâyûnu). S temi zakoni je bilo določeno, da morajo imeti vsi družbeni razredi sultanovih podložnikov zaščitena življenja in lastnino, da  morajo biti davki pravično porazdeljeni in pravica nepristranska, in da morajo vsi imeti popolno versko svobodo in enake državljanske pravice. Shema je naletela na močno nasprotovanje muslimanskih vladajočih razredov in uleme oziroma verskih oblasti in bila zato  le delno izvedena, zlasti v bolj oddaljenih delih imperija. Proti  sultanovemu življenju je bilo načrtovanih kar nekaj zarot.
Med ukrepi, ki jih je izvedel sultan, so bili: 
- uvedba prvih osmanskih papirnatih bankovcev (1840)
- reorganizacija vojske, vključno z uvedbo naborništva (1842–1844)[12]
- uvedba osmanske himne in državne zastave (1844)
- reorganizacija finančnega sistema po francoskem vzoru
- reorganizacija civilnega in kazenskega zakonika po francoskem vzoru[12]
- reorganizacija sodnega sistema, vzpostavitev sistema civilnih in kazenskih sodišč z evropskimi in osmanskimi sodniki[12]
- ustanovitev Meclis-i Maarif-i Umumiye (1845), ki je bil prototip prvega osmanskega parlamenta (1876)
- ustanovitev sveta javnega svetovanja (1846)
- Ustanovitev ministrstva za izobraževanje[12]
- načrtoval je odpravo trgov sužnjev (1847)[14]
- načrtoval je gradnjo protestantske kapele (1847)[14]
- načrtoval je ustanovitev modernih univerz in akademij (1848)
- načrtoval je ustanovitev osmanske šole v Parizu[12]
- odpravil je glavarino, ki je bila za nemuslimane višja kot za muslimane (1856)
- nemuslimanom je dovolil služenje v osmanski vojski (1856)
- uvedel je tudi različne odloke za boljše opravljanje javnih služb in napredek trgovine [13]
- uvedel je nove zemljiške zakone, ki so potrjevali pravico do lastništva[12]

Po legendi je nameraval v času velike lakote na Irsko poslati humanitarno pomoč v višini 10.000 angleških funtov. Kasneje je priznal, da je pomoč zmanjšal na 1.000 funtov, bodisi zaradi pritiska njegovih ministrov bodisi britanskih diplomatov, ker je britanska kraljica prispevala samo 2.000 funtov.
Pomembna reforma je bila tudi ta, da je bil turban prvič uradno prepovedan v korist fesa. Evropsko modo je prevzel tudi dvor. Fes je leta 1925 prepovedala republikanska narodna skupščina, ki je leta 1923 odpravila sultanat in razglasila Turško republiko. 
Po spominih Cyrusa Hamlina je Samuel Morse za svoje prispevke k telegrafu prejel osmanski Red časti. Red mu je podelil  sultan Abdulmedžid, potem ko je osebno preskusil Morsejev izum. 
Ko  so Lajos Kossuth in drugi revolucionarji po neuspehu madžarske vstaje leta 1849 dobili zatočišče v Turčiji, sta Avstrija in Rusija pozvali sultana, naj jih preda, vendar je to zavrnil. Prav tako ni dovolil usmrtiti zarotnikov, ki so stregli po njegovem  lastnemu življenju. Encyclopædia Britannica iz leta 1911 o njem pravi: 
Imel je značaj prijaznega in častnega človeka, čeprav nekoliko šibkega in zlahka vodljivega, temu pa je nasprotovala njegova pretiran ekstravaganca, zlasti proti koncu njegovega življenja.
Leta 1844 je ovedel osmansko liro in leta 1851 ustanovil Red Medžidije.
Osmansko cesarstvo je med krimsko vojno 25. avgusta 1854 prejelo prvo tuje posojilo. Temu velikemu tujemu posojilu so sledila posojila leta  1855, 1858 in 1860, ki so dosegla vrhunec z neplačilom in pripeljala do prenehanja evropskih simpatij do Osmanskega cesarstva ter posredno do kasnejšega detroniziranja in smrti Abdulmedžidovega brata Abdulaziza.
Po eni strani finančne težave in po drugi strani nezadovoljstvo, ki so ga povzročili široki privilegiji, podeljeni nemuslimanskim podložnikom, so spet povzročili nered v državi.  V Džedi leta 1857 in v Črni gori leta 1858 sta se zgodila Incidenta, ki so ju velike evropske države izkoristile za posredovale v svojih interesih. Osmanske državnike je zajela panika in so začeli slediti politiki, ki je izpolnila vse njihove želje. Dejstvo, da Abdulmedžid ni mogel preprečiti teh dogajanj, je še povečalo nezadovoljstvo zaradi Tanzimatskega edikta.
Sultanovi nasprotniki so se odločili, da ga bodo odstraniti in na njegovo mesto postavili Abdulaziza, da bi preprečili, da bi evropske države delovale kot njegove varuhinje. Poskus državnega udara je bil 14. septembra 1859 preprečen, preden se je sploh začel. 
Medtem se je finančno stanje še poslabšalo in tuji dolgovi, ki so bili prevzeti pod težkimi pogoji za kritje stroškov vojne, so obremenili državno blagajno. Vsi dolgovi so presegli osemdeset milijonov zlatih lir. Nekaj dolžniških vrednostnih papirjev in poroštev so prevzeli tuji trgovci in bankirji. Velikega vezirja, ki je ostro poročal o finančni situaciji, je sultan 18. oktobra 1859 razrešil.
Čeprav je poudarjal svojo zavezanost ceremonialnim pravilom, ki so jih za slovesnosti uvedli njegovi predhodniki, je radikalno spremenil dvorno življenje. Popolnoma je opustil palačo Topkapı, ki je bila štiri stoletja dom Osmanske dinastije. Navade britanskih, francoskih in italijanskih vojakov ter častnikov in diplomatov, ki so prišli v Istanbul med krimsko vojno (1853-1856), so  cele družine srednjega razreda usmerile v potrošništvo in razkošje.
Med letoma 1847 in 1849 je dal obnoviti mošejo Hagija Sofija in začel graditi palačo Dolmabahče. Ustanovil je tudi prvo francosko gledališče v Istanbulu. Z delom izposojenega denarja je obnovil več mošej, zgradil več palač, dvorcev in javnih zgradb, veliko storil za bolnišnico Gureba in odprl Galatski most.

## Smrt
Abdulmedžid je umrl zaradi tuberkuloze, tako kot njegov oče, star 38 let. Pokopan je bil  Mošeji Javuza Selima v Carigradu. Nasledil ga je  mlajši polbrat Abdulaziz, sin Pertevnijal Sultan.  

## Družina
Abdulmedžid je imel enega najštevilčnejših haremov Osmanske  dinastije. Bil je prvi sultan, čigar harema niso sestavljale sužnje, ampak zaradi postopne odprave suženjstva v Osmanskem cesarstvu dekleta svobodnega rodu, plemiškega ali meščanskega, ki so jih sultanu poslali družinski očetje. Bil je tudi prvi sultan, katerega harem je imel dokončno hierarhično strukturo: štiri kadın, ki so jim sledile štiri ikbal, štiri gödze in spremenljivo število priležnic. 
Abdulmedžid je imel najmanj šestindvajset žena, vendar samo dve zakoniti ženi: Servetseza kadin (baškadin, prva žena, 1823-1878) in Hošjar kadin (hušjarkadin, druga žena, 1825-1849).
Imel je najmanj devetnajst sinov, med njimi sultana Murata V., in najmanj sedemindvajset hčera.

## Odlikovanja
- 1851: ustanovitelj  Reda Medžidije
- 1856: Veliki križ stolpa in meča
- 5. november 1856: Red podvezice;[27]
- 20. marec 1860: Leopoldov red[28]
- Veliki križ Reda legije časti